# Мокршанский, Борис Васильевич
Мокршанский, Борис Васильевич (1889, Одесса — 26 мая 1971) — крупный российский и советский энергетик и специалист по торфу, один из авторов проекта Ярославской ГРЭС, профессор МЭИ.

## Биография
Родился в 1889 г. в г. Одесса. В 1906 г. поступил и в 1913 г. окончил Петербургский политехнический институт, получив специальность инженера-электротехника. В 1913-14 гг. служил производителем работ по сооружению воздушных линий, производителем работ по постройке линии электропередачи Петроград — Сестрорецк напряжением 20 000 кВ в петербургском отделении «Общества электрического освещения 1886 г.». В 1914-16 гг. — зам заведующего кабельными и воздушными сетями АО «Районная станция» в Петрограде.
С 1916 по 1921 г. — в Крыму. В 1916-19 гг. заведовал работами по оборудованию электрической станции, кабельной сети и мастерских Севастопольского Морского завода (6 000 чел. рабочих). В августе 1919 г. принимал участие в восстановлении трамвайного движения в г. Севастополе. В 1920-21 гг. — управляющий Крымским отделением АО «Динамо», затем «Электросилы» и уполномоченный Электроотдела ВСНХ. 
В начале 1920-х переехал в Москву, в 1921-27 гг. служил в Гидроторфе инженером, затем заведующим электротехническим отделом.
С 1922 г. Б. В. Мокршанский — главный инженер по постройке Ярославской электрической станции, был привлечен к этому проекту так как электростанция должна была работать на местном торфе из Ляпинского болота, расположенного неподалеку от Ярославля. Он же, наряду с архитектором Э. И. Норвертом, автор проекта Ляпинской ГРЭС. «Ляпинка» — один из первенцев советской индустрии, построенных в стиле конструктивизма. Ввиду этого обстоятельства, а также потому, что на ГРЭС сохранилось в действующем виде все оборудование 1920-х гг., местные власти после постройки новой электростанции планируют открыть в старой станции музей. С 1980 года здания электростанции являются объектом культурного наследия регионального значения — памятником промышленного конструктивизма.
Топки конструкции инженеров Виктора Кирпичникова и Бориса Мокршанского были смонтированы на котлах Брянской ГРЭС в 1929 г. Предназначались они для сжигания фрезерного торфа в пылевидном состоянии с предварительным дроблением и подсушкой его в мельнице.
С 1927 года - преподаватель торфяного отделения горного факультета Московской горной академии, читал курс специальной технологии торфа (брикетирование и пылевидное топливо).
Первый раз был арестован в 1922 г. Из письма Ответственного руководителя Гидроторфа Р. Э. Классона в Транспортный отдел ГПУ:
«Вчера, 4-го мая [1922 г.], на квартире инженера Ещенко арестован ответственный сотрудник Гидроторфа, заведующий Электротехническим Отделом — инженер Б. В. Мокршанский. Гидроторф настоящим просит допросить инженера Мокршанского и в случае отсутствия оснований для дальнейшего задержания сделать распоряжение о его освобождении. Гидроторф в настоящее время ведет подготовительные работы к началу торфяного сезона. Инженер Мокршанский заведует электрификацией разработок, до окончания которой сезон начат быть не может. В ближайшие дни инженер Мокршанский должен был выехать на разработки Электропередачи и Сормова».
Судя по архивным документам, Б. В. Мокршанский был вскоре выпущен на свободу (под поручительство Р. Э. Классона).
С 1930-го Б. В. Мокршанский заведовал кафедрой тепломеханической переработки торфа в Московском торфяном институте. С 1933-го — профессор МЭИ , вел курс пылевидного топлива. В Москве проживал по адресу: Милютинский переулок, д. 3, кв. 35.
Арестован 2 июня 1933 г., обвинялся по статьям 58-6, 58-7, 58-9 УК РСФСР. Осужден 13 октября 1933 г. Коллегией ОГПУ к 10 годам лишения свободы. Срок отбывал сначала в Дмитлаге, на строительстве канала Москва-Волга. В свободное от работы время писал статьи в Дмитлаговскую газету «Перековка». Так, в 1937 году за авторством Б. Мокршанского там вышла статья «Энергокомбинат канала»:
«Что-бы на канале Волга-Москва поднимать воду на 40 метров, надо ежегодно перекачивать около 2 млрд куб. м. И это отличает наш канал от других каналов. ГЭС дадут большое количество энергии — [эквивалентное мощности] 150 тысяч квт. Самые крупные станции — Иваньковская и Сходненская».
Затем был переведён в Ухтпечлаг, куда прибыл 14 июля 1937 г. Работал на строительстве Ухтинской ТЭС, затем был переведен в созданный с целью упорядочения проектных работ Проектный отдел в составе Управления Ухтпечлага (ныне — институт «ПЕЧОРНИПИНЕФТЬ»). В Проектном отделе работал вместе с также находившимся в заключении Михаилом Прокопьевичем Еднералом — родным братом Ф. П. Еднерала.
Освобожден 21 ноября 1943 г.
После отбытия срока в конце 1953 года проживал в ссылке в поселке Шилинка в Красноярском крае. Ю. Юркевич вспоминал о нём так:
«Профессор Мокршанский, крупный энергетик и специалист по торфу. Ему тогда было 67, за спиной лагерь, но брызгала из него энергия, светился живой ум и юмор. Инженер старой школы, джентльмен, пианист, свободно владел несколькими языками. В поселке все любили его жену, Веру Петровну, красивую и милую старуху».
Реабилитирован в 1950-е. После реабилитации работал в Эстонии на торфобрикетном заводе Тоотси, где провел серьезные исследования по изучению основных параметров, обуславливающих эффективность торфобрикетного оборудования. Его работы, опубликованные в нескольких выпусках «Гидроторфа», отличались фундаментальностью исследований и практическими рекомендациями. Кроме того, занимался педагогической деятельностью, доцент.
Скончался 26 мая 1971 года на 83 году жизни.

## Патенты
- Гидравлический брикетный ротационный пресс // 74054
- Способ предохранения рабочих органов машин по переработке торфа или угля от залипания влажным материалом // 65506
- Способ предохранения от залипания торфом рабочих органов торфообрабатывающих машин // 47282
- Барабанный фильтрпресс для обезвоживания торфа // 33952
- Бункерное устройство // 31553
- Устройство для транспортирования топлива и направления его в загрузочные воронки котельных топок // 31552
- Приспособление для превращения мелкого влажного топлива в пылевидное состояние // 22841
- Сушилка для сутки топлива // 21034
- Форсунка для пылевидного топлива // 12766

## Избранные труды
- Мокршанский Б. В. Особенности сжигания торфяной пыли и существующие топочные устройства для пылевидного топлива. — [Москва] : Б. и., [1927].
- Мокршанский Б. В. Тепловая досушка торфа. — [Москва] : Б. и., [1927].
- Мокршанский Б. В. Размол торфа и транспорт торфяной пыли. — [Москва] : Б. и., [1927].
- Мокршанский Б. В., Ремизов Л. А. Экономический расчет завода [по обезвоживанию Гидроторфа] / Б. В. Мокршанский и Л. А. Ремизов. — [Москва] : Б. и., [1927].
- Мокршанский Б. В., Халуга А. К. Процесс брикетирования торфяной сушонки в штемпельном прессе с открытой матрицей : (Опытные данные). — Москва : Гипротоппром, 1957.
- Научно-техническое совещание по брикетированию торфа. [Материалы / Ред. коллегия: Б. В. Мокршанский (гл. ред.) и др.; Ин-т «Гипротоппром» Госплан РСФСР. Белорус. отд-ние Науч.-техн. о-ва энергет. пром-сти БелНТОЭП. Науч.-техн. совещание по брикетированию торфа. 15-17 апр. 1958 г. — Минск : Звязда], 1959.
- Зверев Д. П., Мокршанский Б. В., Струков Б. И. Производство брикетов в СССР / Международный конгресс по торфу. Ленинград. 1963.
- Мокршанский Б. В., Халуга А. К. Механический и тепловой процессы при брикетировании торфяной сушонки в штемпельном прессе с открытой пресс-формой / Междунар. конгресс по торфу. Ленинград. 1963.
- Лабораторные работы по брикетированию фрезерного торфа и коксованию торфобрикетов : (Из опублик. зарубежных работ) / Перевод с нем. А. Ю. Халуга; Под ред. доц. Б. В. Мокршанского. — Москва ; Ленинград : Госэнергоиздат, 1963.